# Afik
Afik (hebrejsky אֲפִיק, podle jména vysídlené syrské vesnice Fik a podle biblického města Afek - například Kniha Jozue 13,4, v oficiálním přepisu do  angličtiny Afiq, též přepisováno 'Afik) je izraelská osada a vesnice typu kibuc na Golanských výšinách v Oblastní radě Golan.

## Geografie
Vesnice se nachází v nadmořské výšce 335 metrů. Leží cca 15 kilometrů jihovýchodně od města Tiberias, cca 65 kilometrů východně od Haify a cca 115 kilometrů severovýchodně od centra Tel Avivu, na náhorní plošině v jižní části Golanských výšin, na okraji prudkého zlomu, který se západně od osady propadá směrem ke Galilejskému jezeru.
Je situována v oblasti s hustou sítí zemědělského osídlení, takřka výlučně židovského, tedy bez arabských sídel. Na dopravní síť Golanských výšin je napojena pomocí silnice číslo 98, která je hlavní severojižní komunikací v tomto regionu, ze které zde odbočuje lokální silnice číslo 789, jež vede do sousední střediskové obce Bnej Jehuda. Afik tvoří společně s vesnicemi Ne'ot Golan, Bnej Jehuda a Giv'at Jo'av územně prakticky souvislou sídelní aglomeraci.

## Dějiny
Afik leží na Golanských výšinách, které byly dobyty izraelskou armádou v roce 1967 a byly od té doby cíleně osidlovány Izraelci. Tato osada byla založena jako vůbec první na Golanských výšinách a to už 27. prosince 1967. Šlo ale tehdy zatím pouze o provizorní vojensky-civilní sídlo typu Nachal nazývané Nachal Golan. V lednu 1968 byla osada rozšířena a získala své nynější jméno. Pozdější civilní osadníky tvořili stoupenci levicové Strany práce, respektive strany Ma'arach. K proměně na ryze civilní sídlo došlo slavnostně 8. května 1972, kdy se vesnice přesunula definitivně do nynější polohy. Ekonomika osady je založena na zemědělství (živočišná i rostlinná výroba) a na podnikání včetně turistiky.
Poblíž vesnice se nachází menší letiště. V kibucu Afik je k dispozici turistické ubytování. Ve zprávě z roku 1977 vypracované pro Senát Spojených států amerických se plocha vesnice udává na 4500 dunamů (4,5 kilometrů čtverečních) a počet obyvatel se odhadoval na 90. V obci funguje zubní ordinace, obchod se smíšeným zbožím a plavecký bazén.

## Demografie
Obyvatelstvo obce Afik je sekulární. Jde o malé sídlo vesnického typu se stagnující populací. K 31. prosinci 2014 zde žilo 259 lidí. Během roku 2014 stoupla populace o 2,8 %.
| Rok            | 1983 | 1995 | 1999 | 2000 | 2001 | 2003 | 2004 | 2005 | 2006 | 2007 | 2008 | 2009 | 2010 | 2011 | 2012 | 2013 | 2014 |
| -------------- | ---- | ---- | ---- | ---- | ---- | ---- | ---- | ---- | ---- | ---- | ---- | ---- | ---- | ---- | ---- | ---- | ---- |
| Počet obyvatel | 182  | 237  | 203  | 219  | 226  | 230  | 235  | 210  | 215  | 216  | 212  | 222  | 234  | 256  | 256  | 252  | 259  |